# Bojan Kumer
Bojan Kumer, slovenski gospodarstvenik in politik; * 30. julij 1974, Slovenj Gradec.
Bojan Kumer je slovenski gospodarstvenih s področja energetike in politik. Diplomiral in magistriral je na ljubljanski Fakulteti za elektrotehniko, profesionalno pa sprva deloval v podjetju Elektro Celje, nato pa v podjetju GEN-I.
Dvakrat je bil imenovan na mesto državnega sekretarja na Ministrstvu za infrastrukturo Republike Slovenije; prvič je funkcijo opravljal med majem 2013 in julijem 2014 pod ministrom Samom Omerzelom, drugič pa od 13. septembra 2018 do 13. marca 2020 pod ministrovanjem Alenke Bratušek. 1. junija 2022 je postal minister za infrastrukturo v vladi Roberta Goloba. Ob rekonstrukciji vladne ekipe po noveli Zakona o Vladi Republike Slovenije je postal minister za okolje, podnebje in energijo.

## Izobrazba
Kumer je obiskoval Fakulteto za elektrotehniko v Ljubljani, kjer je leta 1997 diplomiral z nalogo Dearomatiziranje white spirita s solventno ekstrakcijo. Na isti fakulteti je opravil tudi magistrski študij, ki ga je zaključil leta 2008 s temo zmanjšanja porabe električne energije pri zunanji razsvetljavi.

## Delo v gospodarstvu
Poklicno pot je začel leta 2001 v podjetju Elektro Celje, kjer je imel zaposlitev vodje nakupov in prodaje električne energije. Leta 2009 se je zaposlil v podjetju GEN-I in delal kot vodja projektov za razvoj poslovanja v tujini, kmalu je napredoval v vodjo službe prodaje ključnim kupcem. V času njegovega vodenja je podjetje doseglo, da je GEN-I postal največji dobavitelj električne energije v Sloveniji. Leta 2014 je bil imenovan za direktorja družbe Elektro energija in jo spremenil v zelo dobičkonosno podjetje. Leta 2018 prevzel funkcijo direktorja prodaje skupine GEN-I.

## Politika
Maja leta 2013 je bil v 11. slovenski vladi prvič imenovan za državnega sekretarja na infrastrukturnem ministrstvu, ki ga je takrat vodil Samo Omerzel. Z mesta sekretarja je odstopil 14. julija 2014, saj je postal direktor Elektro energije. Kasneje ga je na isto funkcijo na ministrstvu imenovala 13. slovenska vlada pod vodstvom Marjana Šarca. Na delovnem mestu je deloval vse od prisege vlade, 13. septembra 2018, do nastopa nove vlade, marca 2022.

### Minister
Od 1. junija 2022 v 15. slovenski vladi pod vodstvom Roberta Goloba opravlja funkcijo ministra za infrastrukturo. Po potrditvi sprememb zakona o vladi, ki predvideva ustanovitev novih ministrstev, na referendumu je Bojan Kumer 3. januarja 2023 podal odstopno izjavo, da bi lahko zasedel mesto ministra novega ministrstva za okolje, podnebje in energijo. Na to funkcijo je bil izvoljen 24. januarja 2023.